# Inundațiile din China din 2013

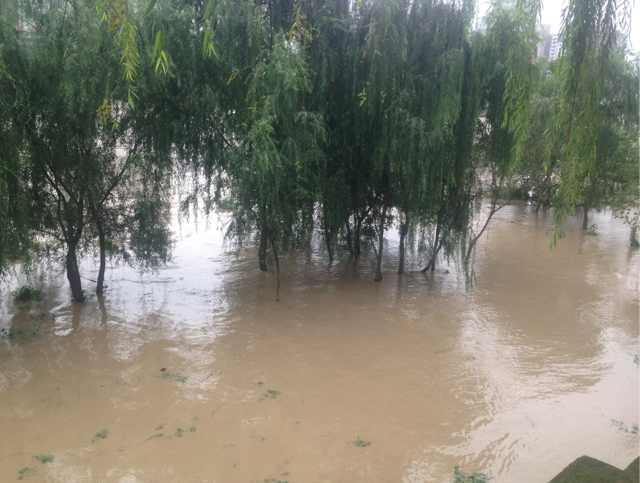
Inundații în Mianyang

Inundațiile din China din 2013 au început pe la începutul lunii iulie - continuă în prezent și au lovit zona centrală a țării. Cele mai afectate de intemperii fiind provinciile Sichuan și Hubei.
În cea mai puternic afectată provincie, Sichuan, 9 persoane și-au pierdut viața, alte 62 sunt date dispărute și cca. 100.000 au fost evacuate (până la 11 iulie). Torenții care au venit de pe înălțimile munților Himalaya au distrus poduri și case. Situația cea mai gravă este în orașul Dujiangyan, aici înregistrându-se un nivel de precipitații record pentru această zonă în ultimii 50 de ani.
Numai într-o zi, ploile torențiale au provocat orașului Luzhou pagube materiale de aproape 2,5 milioane de dolari.

## Victime
Au fost raportate 58 de decese, iar 175 oameni au fost dați dispăruți, altele 2 mln. de persoaneau avut de suferit în urma intemperiei